# George Camsell
George Henry Camsell (Durham, 27 novembre 1902 – 7 marzo 1966) è stato un calciatore inglese, di ruolo attaccante.

## Carriera
Con 18 reti in 9 partite con la maglia della nazionale, Camsell è fra i calciatori che hanno disputato più di un match internazionale quello con la miglior media-gol.

## Palmarès

### Club

#### Competizioni nazionali
- Second Division: 2

Middlesbrough: 1926-1927, 1928-1929

### Individuale
- Capocannoniere della seconda divisione inglese: 1

1926-1927 (59 reti)